# Fabaeformiscandona caudata
Fabaeformiscandona caudata är en kräftdjursart som först beskrevs av Kaufmann 1900.  Fabaeformiscandona caudata ingår i släktet Fabaeformiscandona och familjen Candonidae. Inga underarter finns listade i Catalogue of Life.